# Dazzle Ships

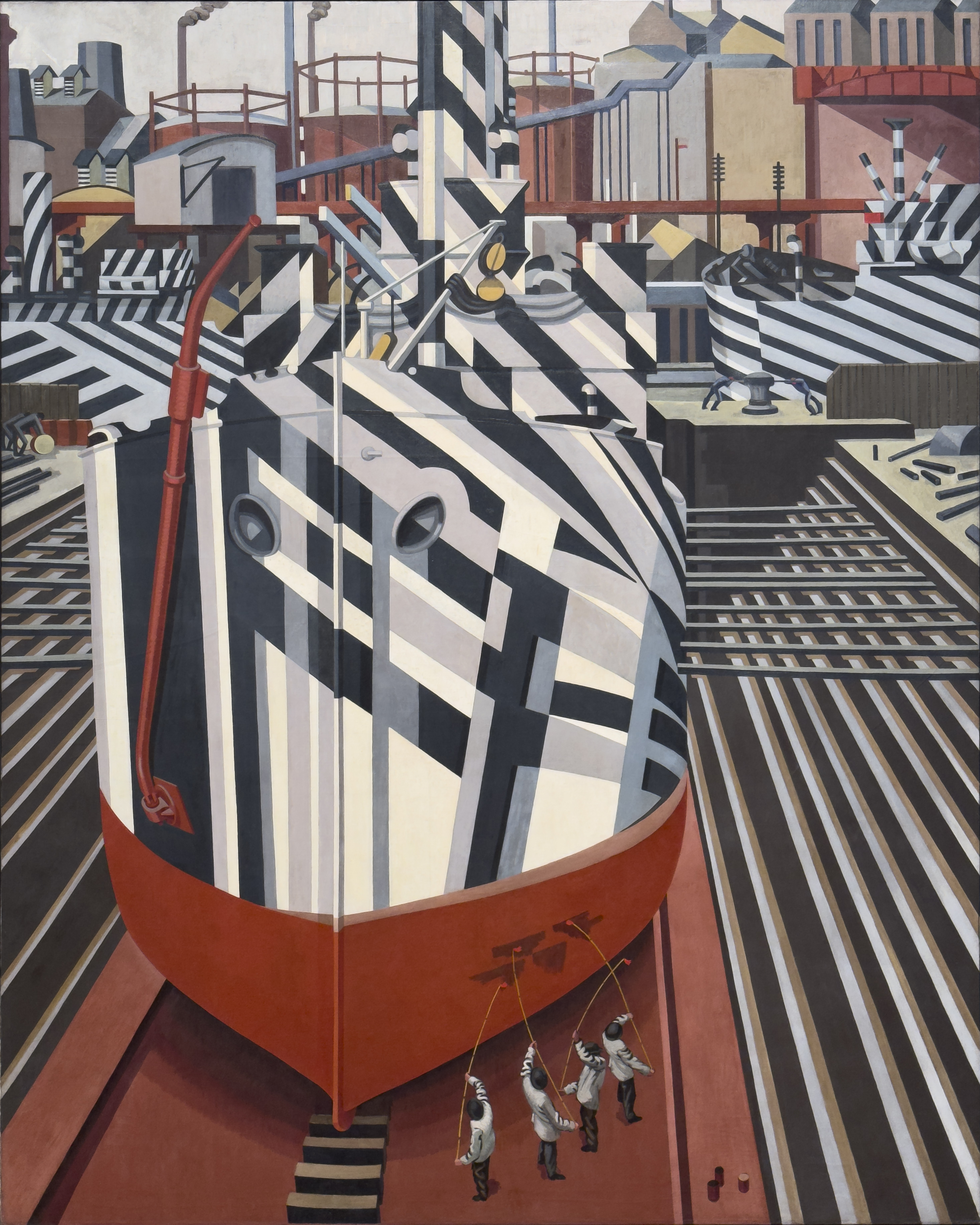
Dazzle-ships in Drydock at Liverpool (1919) av Edward Wadsworth som inspirerade till albumets titel och omslag.

Dazzle Ships är ett album från 1983 av popgruppen Orchestral Manoeuvres in the Dark. Albumet avvek tydligt från den framgångsrika föregångaren Architecture & Morality genom att frångå den melodiska popmusiken och istället utveckla det experimentella och elektroniska. Man började utforska digitala samplingssyntesizers (emulatorer) samt intensifierade bruket av analoga syntesizers och den så kallade Mellotronen, samtidigt som man använde sig av ljudeffekter från kortvågsradioapparater och enklare elektroniska leksaker. Texterna kretsade kring det kalla kriget, automatiserad massproduktion, det teknokratiska tänkandet och faran i den okritiska tilliten till det framväxande datorsamhället och genteknologin (Frankensteins-monster-komplexet).
Trots att den experimentella musikformen gjorde albumet till en relativt medioker försäljningsframgång har Dazzle Ships nått en viss status som milstolpe inom den seriösare synthmusiken och visas ofta stor aktning från kritiker.[källa behövs]
Konvolutet avbildar ett så kallat vorticistiskt kamouflagemönster som användes på örlogsfartyg under första världskriget (se Dazzle-kamouflage). På denna tid identifierades skepp med blotta ögat i stället för på elektronisk väg, och de brutna geometriska formerna gjorde det i det närmaste omöjligt att bedöma ett fartygs storlek, kurs och hastighet, oavsett vilket färgfilter som lades över bilden.
Omslaget designades av Peter Saville efter att han sett målningen Dazzle-ships in Drydock at Liverpool av Edward Wadsworth. Det var också Saville som föreslog albumtiteln Dazzle Ships.
Konvolutet var i de första utgåvorna genombrutet på så vis att en rad centimeterstora hål i ytterkonvolutet gjorde innerpåsens tryck synligt.

## Låtlista
Sida 1
1. "Radio Prague" – 1:18
2. "Genetic Engineering" – 3:37
3. "ABC Auto-Industry" – 2:06
4. "Telegraph" – 2:57
5. "This Is Helena" – 1:58
6. "International" – 4:25

Sida 2
1. "Dazzle Ships (Parts II, III & VII)" – 2:21
2. "The Romance Of The Telescope" – 3:27
3. "Silent Running" – 3:34
4. "Radio Waves" – 3:45
5. "Time Zones" – 1:49
6. "Of All The Things We've Made" – 3:27